# Horace Bonser
Horace Bonser (n. 27 martie 1882, Cincinnati, Ohio, SUA – d. 7 iunie 1934) a fost un trăgător de tir ce a reprezentat Statele Unite ale Americii, medaliat olimpic. A participat la o ediție a Jocurilor Olimpice (1920) în care a câștigat o medalie de aur.

## Participări
Lista de mai jos prezintă principalele competiții la care a participat Horace Bonser de-a lungul carierei.
- shooting at the 1920 Summer Olympics – men's team trap[*]